# Steve Kloves
Steve Keith Kloves (Austin, 18 marzo 1960) è uno sceneggiatore, regista e produttore cinematografico statunitense.
Noto principalmente per aver curato la sceneggiatura della serie di Harry Potter. È conosciuto altresì per aver scritto i film Wonder Boys (2000), grazie al quale ha ottenuto una nomination all'Oscar per la migliore sceneggiatura non originale alla 73ª edizione dei Premi Oscar.

## Biografia
Kloves nacque ad Austin, nel Texas, e crebbe a Sunnyvale in California. Lì frequentò la Fremont High School. Entrò alla UCLA, ma si ritirò dopo aver ridotto il suo programma a soltanto pochi corsi nel suo secondo anno. Come stagista non pagato per un agente di Hollywood, si guadagnò l'attenzione per una sceneggiatura che scrisse chiamata Swings. Questo portò a un incontro dove lanciò con successo In gara con la luna (1984).
La sua prima esperienza con la sceneggiatura professionale lo lasciò col desiderio di una maggiore interazione con gli attori in maniera tale che i personaggi restassero fedeli alla sua visione. Kloves scrisse e diresse I favolosi Baker. Dopo anni di tentativi di vendere il progetto a Hollywood, alla fine il film spiccò il volo e fu distribuito nel 1989. The Fabolous Baker Boys, interpretato dai fratelli Jeff Bridges e Beau Bridges, nonché da Michelle Pfeiffer (che ricevette una candidatura per l'Oscar alla miglior attrice), ebbe un buon successo, ma la sua fatica successiva, Omicidi di provincia (1993), fallì miseramente al botteghino. Allora Kloves smise di scrivere per tre anni. Rendendosi conto di dover tornare a scrivere per sostenere la famiglia, cominciò ad adattare il romanzo Wonder Boys di Michael Chabon per una riduzione cinematografica. A Kloves fu offerta la possibilità di dirigere ma lui rifiutò, preferendo dirigere soltanto le sue sceneggiature originali. Questo fu il suo primo tentativo di adattare un altro lavoro in un film. La sua sceneggiatura fu proposta come candidata per un Golden Globe e un Academy Award dopo la pubblicazione del film nel 2000.
La Warner Bros. mandò a Kloves una lista di romanzi che la compagnia stava prendendo in considerazione per essere adattate in film. La lista includeva il primo romanzo di Harry Potter, che lo affascinò nonostante la sua solita indifferenza a questi cataloghi. Continuò a scrivere le sceneggiature per i primi quattro film della sensazionale serie. Dopo aver finito il quarto adattamento, Kloves non prese parte al quinto, per dedicarsi al suo progetto di The Curios Incident of the Dog in the Night-time, che avrebbe costituito appunto il suo ritorno dietro la macchina da presa. Il produttore di Harry Potter David Heyman rivelò però in una conferenza stampa dell'ottobre 2005 che Kloves sarebbe ritornato per adattare Harry Potter e il principe mezzosangue, sesto libro della saga, e Harry Potter e i Doni della Morte, il settimo libro, la cui rappresentazione cinematografica è stata divisa in due pellicole.
Benché il suo lavoro sulla saga cinematografica risulti essere ad oggi il suo fiore all'occhiello in seno agli ambienti cinematografici di Hollywood, Kloves è stato nondimeno oggetto di critiche appassionate da parte di molti fan per le scelte d'adattamento apportate per i film, in particolare di quelli diretti da David Yates. Nella fattispecie, le critiche si sono focalizzate sulla presenza di tagli e pesanti modifiche alle varie trame, in maniera alquanto arbitraria spesso e volentieri, rendendone lo svolgimento delle vicende di conseguenza ben poco comprensibili, se non addirittura illogiche, per chi non ne ha letto mai i libri.
Molto controversa poi è anche la caratterizzazione dei personaggi di Ron Weasley e Hermione Granger nei diversi adattamenti: il primo infatti assume un ruolo quasi esclusivamente comico nei film, mentre la seconda risulta molto più avventurosa e "dura" di quanto non sia effettivamente nei libri; a riprova di ciò, diverse battute che Hermione proferisce nei film risultano infatti dette da Ron nei libri, cosa che a parer degli appassionati abbia concorso assieme al trattamento più in generale della trama ad appiattire la complessa dinamica di gruppo dei protagonisti, in relazione soprattutto all'evolversi delle vicende via via che si procede coi libri, e di conseguenza a renderne poi abbastanza forzata e poco credibile la nascita d'una storia romantica tra i due personaggi, a causa anche del fatto che Ron è spesso dipinto come un fannullone e un codardo buffonesco che ben di rado partecipa in maniera attiva alle peripezie del gruppo.
Kloves ha poi effettuato cambiamenti non dissimili da questi anche per quanto riguarda la trasposizione del personaggio di Silente, il cui carattere, soprattutto a partire dal terzo film, subisce un forte irrigidimento e incupimento, venendo inoltre mostrato anche come parecchio più propenso a scatti d'ira.

## Filmografia

### Regista e sceneggiatore
- I favolosi Baker (The Fabulous Baker Boys) (1989)
- Omicidi di provincia (Flesh and Bone) (1993)

### Sceneggiatore
- In gara con la luna (Racing with the Moon), regia di Richard Benjamin (1984)
- Wonder Boys, regia di Curtis Hanson (2000)
- Harry Potter e la pietra filosofale (Harry Potter and the Sorcerer's Stone), regia di Chris Columbus (2001)
- Harry Potter e la camera dei segreti (Harry Potter and the Chamber of Secrets), regia di Chris Columbus (2002)
- Harry Potter e il prigioniero di Azkaban (Harry Potter and the Prisoner of Azkaban), regia di Alfonso Cuarón (2004)
- Harry Potter e il calice di fuoco (Harry Potter and the Goblet of Fire), regia di Mike Newell (2005)
- Harry Potter e il principe mezzosangue (Harry Potter and the Half-Blood Prince), regia di David Yates (2009)
- Harry Potter and the Forbidden Journey, regia di Thierry Coup (2010) - cortometraggio
- Harry Potter e i Doni della Morte - Parte 1 (Harry Potter and the Deathly Hallows: Part 1), regia di David Yates (2010)
- Harry Potter e i Doni della Morte - Parte 2 (Harry Potter and the Deathly Hallows: Part 2), regia di David Yates (2011)
- The Amazing Spider-Man, regia di Marc Webb (2012)
- Cocaine - La vera storia di White Boy Rick (White Boy Rick), regia di Yann Demange (2018)
- Animali fantastici - I segreti di Silente (Fantastic Beasts: The Secrets of Dumbledore), regia di David Yates (2022)

### Produttore
- Animali fantastici e dove trovarli (Fantastic Beasts and Where to Find Them), regia di David Yates (2016)
- Animali fantastici: I crimini di Grindelwald (Fantastic Beasts: The Crimes of Grindelwald), regia di David Yates (2018)
- Mowgli - Il figlio della giungla (Mowgli), regia di Andy Serkis (2018)
- Animali fantastici - I segreti di Silente (Fantastic Beasts: The Secrets of Dumbledore), regia di David Yates (2022)

## Riconoscimenti

### Premio Oscar
- 2001 - Candidatura alla miglior sceneggiatura non originale per Wonder Boys

### Golden Globe
- 2001 - Candidatura alla miglior sceneggiatura oper Wonder Boys

### BAFTA
- 2001 - Candidatura alla miglior sceneggiatura non originale per Wonder Boys
- 2017 - Candidatura al miglior film britannico per Animali fantastici e dove trovarli

### BAFTA Children's Award
- 2002 - Candidatura al miglior film per Harry Potter e la pietra filosofale
- 2003 - Candidatura al miglior film per Harry Potter e la camera dei segreti

### Saturn Award
- 2005 - Candidatura alla miglior sceneggiatura per Harry Potter e il prigioniero di Azkaban
- 2006 - Candidatura alla miglior sceneggiatura per Harry Potter e il calice di fuoco